# كأس السوبر الأوروبي 1983

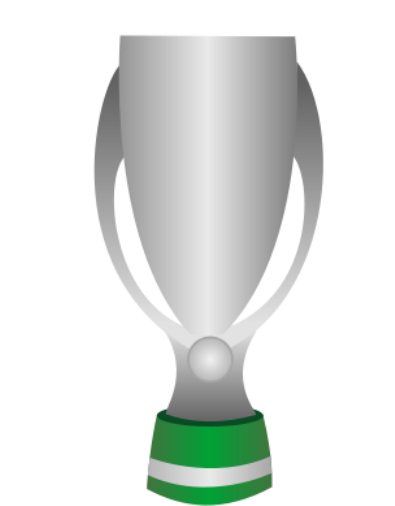
كاس السوبر الاوروبي

كأس السوبر الأوروبي 1983 هو الموسم 9 من  كأس السوبر الأوروبي. أشرف على تنظيمه الاتحاد الأوروبي لكرة القدم، وكان عدد الأندية المشاركة فيه  2، وفاز فيه نادي أبردين.